# Brňáci pro Brno
Brňáci pro Brno je od roku 2010 desktopová a od roku 2017 i mobilní aplikace brněnské městské společnosti Brněnské komunikace a.s., určená pro hlášení závad na pozemních komunikacích v Brně ve správě společnosti BKOM a od října 2018 též závad prvků veřejného osvětlení ve správě společnosti Technické sítě Brno, a.s. (TSB). Webová verze byla spuštěna v roce 2010, přizpůsobení webové stránky pro chytrá mobilní zařízení byla doplněno v roce 2016.

## Dostupnost
Aplikace má jednak svoji vlastní doménu brnaciprobrno.cz, jednak je dostupná z domény vylepsujibrno.cz, která rovněž neslouží jinému účelu než propagaci a zpřístupnění této aplikace.

## Zpracovatel
Technickou a servisní podporu aplikace Brňáci pro Brno od dubna 2017 poskytuje společnost Tectronik s.r.o., a to původně za paušální cenu 1800 Kč měsíčně. Tatáž společnost též dodala novou verzi aplikace nasazenou v říjnu 2018, přičemž podle smlouvy má dodavatel tuto aplikaci poskytovat od 1. června 2018 do 31. května 2022. Cena zakázky je utajena.

## Zaměření a účel
Aplikace je určena pouze pro hlášení závad na místních komunikacích a silnicích II. a III. třídy a závad na prvcích veřejného osvětlení. Aplikace není určena pro řešení havarijních a krizových stavů. Aplikace není určena ani pro hlášení závad na účelových a soukromých komunikacích, vnitrobloků a dvorních traktů, zařízeních tramvajových tratí, parcích a stromořadích, nemají být jejím prostřednictvím podávány návrhy na změnu dopravního značení, hlášeny závady v čistotě komunikací a závad ve sjízdnosti způsobených počasím, závady městského mobiliáře jako jsou lavičky, odpadkové koše atd.
V souvislosti se získáním titulu „Chytré město 2017“ Roman Nekula, správní ředitel BKOM uvedl, že projekt má velký rozvojový potenciál, kdy pod jednotné rozhraní pro veřejnost lze připojit další městské společnosti sdružené v koncernu (teplárny, technické sítě atd.), čímž se jeho dopad mnohonásobně zvýší ve prospěch občanů města.
Organizace Technické sítě Brno a.s. se k aplikaci připojila v říjnu 2018, kdy bylo umožněno hlásit závady veřejného osvětlení. BKOM jim však informace přeposílala i dříve, ale méně operativně. Mluvčí BKOM v té souvislosti uvedla, že přivítá i další městské firmy. Technické sítě Brno uvedly, že před zapojením do projektu Brňáci pro Brno jim z této aplikace byly hlášeny v průměru tři závady týdně.
V roce 2010 vedoucí střediska správy komunikací uváděl, že Brněnské komunikace jsou připraveny spolupracovat i s městskými částmi a pokud BKOM přijde podnět k chodníku nebo silnici, které jim nepatří, předají jej příslušné radnici.

## Funkce aplikace a systému
Aplikace uživatelům umožňuje registraci, přičemž registrovaní uživatelé mohou vidět přehled závad, které nahlásili, a stavu jejich vyřizování. U každé jednotlivé zadané závady si ohlašovatel může zvolit, že si chce nechat zasílat informace o stavu závady na svůj e-mail.
Hlášení závady povinně musí obsahovat fotografii, její vložení je vždy prvním krokem při zadávání závady, přičemž v rámci vkládacího dialogu musí být fotka oříznuta na čtvercový rozměr. Dále ohlašovatel v mapě zvolí místo závady (defaultně se mapa nastaví podle souřadnic uvedených v Exif metadatech fotografie a po zvolení místa web testuje, zda se zvolené území nachází v působnosti BKOM) a jako třetí krok vyplní text popisu závady. Popis závady a upřesnění místa se defaultně uvádí pouze textově. Je možno vybrat některou z deseti kategorií závad (vozovka, chodník, mosty a lávky, dopravní značení, zábradlí a svodidla, odvodnění, zeleň, svítidlo, rozvaděč, reklama na sloupu), přičemž kategorie nejsou v rolovací nabídce řazeny logicky, ale abecedně. V případě kategorie „svítidlo“ je kromě textového popisu možno volit závadu (nesvítí, bliká, rozbitá) – identifikace světelného místa se zadává pouze v rámci textového popisu. U všech ostatních kategorií závad je popis závady pouze textový.
Deset kategorií závad lze využít též pro filtrování závad zobrazených v mapě, též lze závady v mapě filtrovat podle stavu (přijato, opravuje se, opraveno). U opravených závad se v mapě neuvádí datum a čas opravy (nelze tedy z mapy zjistit dobu mezi nahlášením a opravením) ani fotografie opraveného stavu.
Nejprve je nahlášená závada ve stavu „otevřeno“, v této fázi ji ještě nevidí veřejnost, ale pouze ten, kdo ji zadal. Poté, co ji technik označí stavem „přijato“, je ohlášená závada veřejně viditelná; dalšími fázemi jsou pak stavy „opravuje se“ a „opraveno“. Pokud řešení závady není v kompetenci provozovatele aplikace nebo jde o hlášení již evidované závady, je označena stavem „zamítnuto“. Vyřešené nahlášené závady jsou po určitém časovém období z technických důvodů z webu odstraněny.

## Využití
Podle nedatované „aktuality“ na webu Vylepšuji Brno eviduje BKOM v projektu k neuvedenému datu (cca 7 let po spuštění projektu) na 2500 požadavků na odstranění závad, z čehož je ale jen zhruba jedna třetina „oprávněných“, tedy těch, které spadají do kompetence BKOM. V případě závad spadajících do působnosti BKOM se díky kategorizaci závada okamžitě po nahlášení dostane na helpdesk příslušných techniků, přičemž v některých případech dokonce může být závada odstraněna ze dne na den.
Nejčastěji nahlašovanými závadami jsou poškozené, vyvrácené nebo chybějící dopravní značky, takových závad bylo za prvních cca 7 let fungování projektu odstraněno 286. Dalších 196 hlášení se týkalo poškozených chodníků, 159 hlášení závad vozovek, 77 případů se týkalo odvodnění ulic, 21 hlášení se týkalo zeleně, například větví zasahujících do komunikací, 9 závad se týkalo svodidel nebo zábradlí a 7 závad mostů a lávek.
K neurčenému datu cca v roce 2017 bylo na webovém rozhraní evidováno 453 aktivních uživatelů, z toho 128 registrovaných uživatelů, a bylo evidováno 33 stažení aplikace na zařízeních s operačním systémem iOs a 36 stažení aplikace pro Android.

## Ocenění
Město Brno díky aplikací Brňáci pro Brno získalo v národní soutěži Chytrá města pro budoucnost 2017 vítězný titul „Chytré město 2017“
v kategorii Projekt smart city, město nad 50 tisíc obyvatel.

## Kritika
V recenzích na aplikaci na Google Play se objevily například připomínky, že nelze nastavit volbu „zůstat přihlášen“ a uživatel musí při každém spuštění znovu zadávat e-mail a heslo. Řada recenzentů si stěžovala na nefunkčnost, zamrzání, nepřijetí platné e-mailové adresy atd. Jeden uživatel si stěžuje, že hlášení podaná pod jeho účtem mu jsou „zamítána“, ale když se odhlásí a podá stejné hlášení jako nepřihlášený nebo z jiného účtu, je mu přijato.